# 共和乡 (海东市)
共和乡，是中华人民共和国青海省海东市乐都区下辖的一个乡镇级行政单位。

## 行政区划
共和乡下辖以下地区：
联星村、许家寨村、高营村、书卜村、大庄村、拉科村、拉日村、磨石沟村、虎林村、桦林村、祁家堡村、洒龙村、克什加村、马厂村、民族村和童家村。